# Psicobloc
O psicobloc, ou DWS (Deep-water soloing),  é uma modalidade de escalada esportiva onde o praticante não usa qualquer tipo de equipamento de segurança, e o volume de água localizado na base das falésias – seja em rios, mares ou lagos – é a única forma de amortecer as inevitáveis quedas, que podem ultrapassar os 20 metros de altura. Ele surgiu na década de 60 na ilha de Mallorca, na Espanha. Para a escalada ser piscobloc, é necessário que o paredão tenha, no mínimo, 10m de altura. Já a profundidade da água deve ser de pelo menos 4m. Se a escalada ultrapassar 15m de altura, a água deve ter pelo menos 7m de profundidade.